# Collegio elettorale di Milano 1 (Senato della Repubblica)
Il collegio Milano 1 fu un collegio elettorale uninominale della Repubblica Italiana per l'elezione del Senato della Repubblica. Apparteneva alla Circoscrizione Lombardia e fu utilizzato per eleggere un senatore nella XII, XIII e XIV legislatura.
Venne istituito nel 1993 con la cosiddetta Legge Mattarella (Legge n. 276, Norme per l'elezione del Senato della Repubblica), attuata in seguito al referendum abrogativo del 1993. La legge istituì per la Camera dei deputati e per il Senato della Repubblica un sistema di elezione misto, in parte maggioritario e in parte proporzionale. Il 75% dei parlamentari dell'assemblea veniva eletto in collegi uninominali tramite sistema maggioritario a turno unico; il restante 25% al Senato veniva eletto tramite recupero proporzionale dei più votati non eletti attraverso un meccanismo di calcolo denominato "scorporo", cioè sottraendo dal conteggio dei voti totali di una lista nella parte proporzionale i voti ottenuti dai candidati collegati alla medesima lista che erano eletti nei collegi uninominali con il sistema maggioritario.
Il collegio venne abolito insieme a tutti gli altri che costituivano il Senato con la promulgazione della legge elettorale successiva, la cosiddetta Legge Calderoli. Questa prevedeva un sistema proporzionale con premio di maggioranza, che al Senato veniva attribuito a livello regionale.

## Territorio
Il collegio Milano 1 era uno dei 35 collegi uninominali in cui era suddivisa la Lombardia e, come previsto dal D.Lgs. del 20 dicembre 1993 n. 535, comprendeva il centro del comune di Milano, che complessivamente contava sei collegi uninominali al Senato.

## Eletti
| Elezione | Elezione | Senatore           | Partito                   |
| -------- | -------- | ------------------ | ------------------------- |
|          | 1994     | Marisa Bedoni      | Polo delle Libertà (LN)   |
|          | 1996     | Carlo Scognamiglio | Polo per le Libertà (UdC) |
|          | 2001     | Marcello Dell'Utri | Casa delle Libertà (FI)   |

## Dati elettorali

### XII legislatura
|                               | Marisa Bedoni ✔️ Eletta        | Polo delle Libertà           | 73 492  | 43,80 |  |  |  |  |  |
|                               | Ernesto Gismondi               | Progressisti                 | 41 106  | 24,50 |  |  |  |  |  |
|                               | Marco Limito                   | Patto per l'Italia           | 18 884  | 11,25 |  |  |  |  |  |
|                               | Riccardo De Corato ✔️ Eletto   | Alleanza Nazionale           | 17 627  | 10,50 |  |  |  |  |  |
|                               | Francesca Scopelliti ✔️ Eletta | Lista Pannella-Riformatori   | 8 611   | 5,13  |  |  |  |  |  |
|                               | Guido Belloni                  | Lega Alpina Lumbarda         | 3 801   | 2,27  |  |  |  |  |  |
|                               | Giuseppe Italia                | Partito Pensionati           | 2 617   | 1,56  |  |  |  |  |  |
|                               | Franca Pedroni                 | Lega di Angela Bossi         | 1 121   | 0,67  |  |  |  |  |  |
|                               | Ugo Guido                      | Partito della Legge Naturale | 541     | 0,32  |  |  |  |  |  |
| Totale                        | Totale                         | Totale                       | 167 800 | 100   |  |  |  |  |  |
|                               |                                |                              |         |       |  |  |  |  |  |
| Voti non validi               | Voti non validi                | Voti non validi              | 5 146   | 2,98  |  |  |  |  |  |
| Votanti                       | Votanti                        | Votanti                      | 172 946 | 87,75 |  |  |  |  |  |
| Elettori                      | Elettori                       | Elettori                     | 197 096 |       |  |  |  |  |  |
|                               |                                |                              |         |       |  |  |  |  |  |
| Data: 27-28 marzo 1994        |                                |                              |         |       |  |  |  |  |  |
| Fonte: Ministero dell'interno |                                |                              |         |       |  |  |  |  |  |

### XIII legislatura
|                               | Carlo Scognamiglio ✔️ Eletto | Polo per le Libertà                      | 76 287  | 47,86 |  |  |  |  |  |
|                               | Giorgio Bianchini            | L'Ulivo                                  | 56 071  | 35,18 |  |  |  |  |  |
|                               | Luigi Rossi                  | Lega Nord                                | 17 337  | 10,88 |  |  |  |  |  |
|                               | Sergio Stanzani              | Lista Pannella-Sgarbi                    | 4 679   | 2,94  |  |  |  |  |  |
|                               | Tomaso Staiti                | Movimento Sociale Fiamma Tricolore       | 2 331   | 1,46  |  |  |  |  |  |
|                               | Dino Protasoni               | Lega per l'Autonomia - Alleanza Lombarda | 968     | 0,61  |  |  |  |  |  |
|                               | Gisberto Perissinotto        | Federazione Liste Civiche                | 874     | 0,55  |  |  |  |  |  |
|                               | Stefano Carluccio            | Partito Socialista                       | 850     | 0,53  |  |  |  |  |  |
| Totale                        | Totale                       | Totale                                   | 159 397 | 100   |  |  |  |  |  |
|                               |                              |                                          |         |       |  |  |  |  |  |
| Voti non validi               | Voti non validi              | Voti non validi                          | 5 495   | 3,33  |  |  |  |  |  |
| Votanti                       | Votanti                      | Votanti                                  | 164 892 | 83,97 |  |  |  |  |  |
| Elettori                      | Elettori                     | Elettori                                 | 196 363 |       |  |  |  |  |  |
|                               |                              |                                          |         |       |  |  |  |  |  |
| Data: 21 aprile 1996          |                              |                                          |         |       |  |  |  |  |  |
| Fonte: Ministero dell'interno |                              |                                          |         |       |  |  |  |  |  |

### XIV legislatura
|                               | Marcello Dell'Utri ✔️ Eletto | Casa delle Libertà                       | 69 743  | 46,12 |  |  |  |  |  |
|                               | Battista Amoruso             | L'Ulivo                                  | 45 557  | 30,13 |  |  |  |  |  |
|                               | Emma Bonino                  | Lista Emma Bonino                        | 14 336  | 9,48  |  |  |  |  |  |
|                               | Umberto Gay                  | Partito della Rifondazione Comunista     | 7 971   | 5,27  |  |  |  |  |  |
|                               | Roberto Grecchi              | Lista Di Pietro                          | 4 324   | 2,86  |  |  |  |  |  |
|                               | Aldo Martello                | Lega per l'Autonomia - Alleanza Lombarda | 3 043   | 2,01  |  |  |  |  |  |
|                               | Augusto Annovazzi            | Fiamma Tricolore                         | 1 929   | 1,28  |  |  |  |  |  |
|                               | Pericle Barlusconi           | Partito Pensionati                       | 1 888   | 1,25  |  |  |  |  |  |
|                               | Maurizio Bruni               | Democrazia Europea                       | 1 748   | 1,16  |  |  |  |  |  |
|                               | Marzio Gozzoli               | Forza Nuova                              | 408     | 0,27  |  |  |  |  |  |
|                               | Flavio Vettore               | Partito Liberal-Popolare                 | 143     | 0,09  |  |  |  |  |  |
|                               | Umberto Faccini              | I Liberaldemocratici - Basta!            | 130     | 0,09  |  |  |  |  |  |
| Totale                        | Totale                       | Totale                                   | 151 220 | 100   |  |  |  |  |  |
|                               |                              |                                          |         |       |  |  |  |  |  |
| Voti non validi               | Voti non validi              | Voti non validi                          | 5 363   | 3,43  |  |  |  |  |  |
| Votanti                       | Votanti                      | Votanti                                  | 156 583 | 81,70 |  |  |  |  |  |
| Elettori                      | Elettori                     | Elettori                                 | 191 653 |       |  |  |  |  |  |
|                               |                              |                                          |         |       |  |  |  |  |  |
| Data: 13 maggio 2001          |                              |                                          |         |       |  |  |  |  |  |
| Fonte: Ministero dell'interno |                              |                                          |         |       |  |  |  |  |  |